# Reggenza di Bangka Meridionale
La reggenza di Bangka Meridionale o reggenza di Bangka Selatan è una reggenza (in indonesiano: kabupaten) dell'Indonesia, situata nella provincia di Bangka-Belitung.
Il capoluogo della reggenza è Toboali.